# Temporale (liturgia)
Con il termine Temporale si intende indicare due accezioni cultuali relative a determinate ricorrenze e celebrazioni cristiane, particolarmente cattoliche e specificatamente latine.
Innanzitutto con la parola Temporale si intende indicare un'accezione cronologica, ossia l'insieme delle norme che in alcuni riti cristiani disciplinano la successione cronologica delle dette ricorrenze in maniera congruente con le altre disposizioni dell'anno liturgico e, precipuamente, del Calendario liturgico propri di quel rito.
In secondo luogo con la parola Temporale si intende indicare un'accezione libraria, ossia un libro liturgico o parte di esso dove sono contenuti i testi ed i riti inerenti alle  celebrazioni delle dette ricorrenze. Questa seconda accezione è più conosciuta rispetto alla prima.

## Origine del Temporale
Il Temporale viene formato sulla base della prima calendarizzazione strutturante l'anno liturgico, quella concernente la calendarizzazione delle ricorrenze e delle celebrazioni inerenti al  Signore Gesù Cristo sia nell'ambito delle relazioni trinitarie che nell'ambito del tempo che va dalla preparazione per la prima venuta del Messia, continua con la vita nascosta e pubblica del Signore Gesù Cristo, la discesa dello Spirito Santo e il tempo della Chiesa, e che giunge fino alla parusia.
Il concetto di Temporale originariamente aveva solo l'accezione cronologica, solo in seguito acquisirà anche quella libraria.

## Definizione di Temporale
Come affermato nella voce Anno liturgico nella Chiesa cattolica, per motivi storici non vi è piena corrispondenza tra la detta prima calendarizzazione strutturante l'anno liturgico ed il Temporale in quanto il Temporale contiene anche qualche ricorrenza e celebrazione inerenti alla seconda calendarizzazione strutturante l'anno liturgico, quella concernente le ricorrenze e delle celebrazioni inerenti sia alcune figure di santi e di beati, sia alcuni eventi ecclesiali.
Alla luce di questa considerazione, si può stendere la seguente definizione strumentale di Temporale inteso nell'accezione cronologica:
Si definisce Temporale la calendarizzazione delle ricorrenze e delle celebrazioni inerenti sia i misteri del Signore Gesù Cristo che dei santi e di beati, nonché di alcuni eventi ecclesiali, a condizione che tali ricorrenze e celebrazioni influenzino direttamente il tempo liturgico di cui fanno parte come, a solo titolo esemplificativo, il Natale nel rito romano della Chiesa cattolica.
Per quanto riguarda la definizione di Temporale, inteso in senso librario, si rimanda a quanto scritto in precedenza nell'ambito della premessa di questa voce.

## Organizzazione cronologica del Temporale
Varie sono le motivazioni con le quali una specifica ricorrenza o celebrazione viene fissata in un determinato giorno dell'anno liturgico. 
Pur se tale ricorrenza viene fissata non è detto che possa essere celebrata in quanto potrebbe esservi una coincidenza con una celebrazione o ricorrenza di grado superiore, sia del Temporale stesso che del Santorale.
Per regolare ciò si fa ricorso ai principi dell'occorrenza e  della concorrenza, a loro volta disciplinati dal criterio della precedenza.

## Organizzazione libraria del Temporale
Nella maggior parte dei riti cristiani il Temporale non è più un libro liturgico a sé stante ma solo una parte di tale libro: è il caso, a titolo esemplificativo, del Messale o della Liturgia delle Ore nel rito romano.